# ألفريدو غوتيريز
ألفريدو غوتيريز (بالإسبانية: Alfredo Gutiérrez)‏ هو موسيقي كولومبي، ولد في 17 أبريل 1940 في Los Palmitos ‏ في كولومبيا.

## وصلات خارجية
- ألفريدو غوتيريز على موقع IMDb (الإنجليزية)
- ألفريدو غوتيريز على موقع ميوزك برينز (الإنجليزية)
- ألفريدو غوتيريز على موقع أول ميوزيك (الإنجليزية)
- ألفريدو غوتيريز على موقع ديسكوغز (الإنجليزية)